# 越の潟町
越の潟町（こしのかたまち）は、富山県射水市の町名である。海王丸駅があり、海王丸パークへの玄関口となっている。

## 特徴
町内の北側は住宅地が広がっている。一方で南側は富山新港の用地となっている。

## 地理
南側で海と面している。かつては北側で富山湾と面していたが、埋立地の造成（現海王町）により切り離された。

## 経済
- 富山新港

## 世帯数と人口
2022年（令和4年）7月31日現在の世帯数と人口は以下の通りである。
| 町丁     | 世帯数 | 人口 |
| -------- | ------ | ---- |
| 越の潟町 | 45世帯 | 89人 |

## 小・中学校の校区
市立小・中学校に通う場合、校区は以下の通りとなる。
| 番地 | 小学校               | 中学校             |
| ---- | -------------------- | ------------------ |
| 全域 | 射水市立放生津小学校 | 射水市立新湊中学校 |

## 交通

### 鉄道
- 万葉線 海王丸駅

### 道路
- 富山県道350号堀岡新明神能町線

## 参考出典
- 平凡社地方資料センター 編『富山県の地名 日本歴史地名大系 第16巻』平凡社、1994年。ISBN 4582910084。